# Nikołaj Ruzski
Nikołaj Władimirowicz Ruzski, ros. Николай Владимирович Рузский (ur. 6 marca?/18 marca 1854, zm. 18 października 1918 w Piatigorsku) – rosyjski wojskowy generał piechoty, generał adiutant, od 3 września 1914 r. do 17 marca 1915 r. głównodowodzący Armią Północną
Po ukończeniu nauki w I Petersburskim gimnazjum wojskowym i zdobyciu wykształcenia w 2 Konstantynowskiej Szkole Wojskowej awansowany w 1870 r. na stopień oficerski. W 1877 roku oddelegowany na wojnę rosyjsko-turecką, gdzie dowodził kompanią lejbgwardyjskiego (czyli Gwardii Cesarskiej) pułku grenadierów i został ranny. W 1881 roku ukończył Nikołajewską Akademię Sztabu Generalnego.
W czasie wojny rosyjsko-japońskiej w latach 1904-1905 wyznaczony na szefa polowego sztabu 2. Mandżurskiej Armii. W latach 1906–1909 dowódca korpusu. 29 marca 1909 r. awansowany do stopnia generalskiego. Od roku 1909 członek Rady wojskowej w Ministerstwie Wojny – zajmował się tworzeniem regulaminów, w tym Regulaminu walki 1912 roku.
W chwili wybuchu I wojny światowej gen. Ruzski objął dowództwo 3 Armii, od września 1914 roku do marca 1915 roku był dowódcą Frontu Północno-Zachodniego, od lipca do sierpnia 1915 roku dowódcą 6 Armii, a od sierpnia 1915 do kwietnia 1917 dowodził Frontem Północnym (z przerwą od grudnia 1915 roku do sierpnia 1916 roku). 25 października 1914 r. za zasługi w bitwie galicyjskiej otrzymał Order Świętego Jerzego. Podczas bitwy przasnyskiej zdołał pokonać wojska gen. Galwitza przy stratach własnych większych trzykrotnie niż przeciwnika i to była jedna z ostatnich bitew, w której odniósł sukces.
25 kwietnia 1917 r. na skutek choroby i nieporozumień z częścią wyższej kadry zrezygnował z dowodzenia i wyjechał do Kisłowodska na leczenie. W 1918 roku po zdobyciu miasta przez Kaukaską Armię Czerwoną aresztowany i rozstrzelany w Piatigorsku.